# Áreas Protegidas do Paraguai

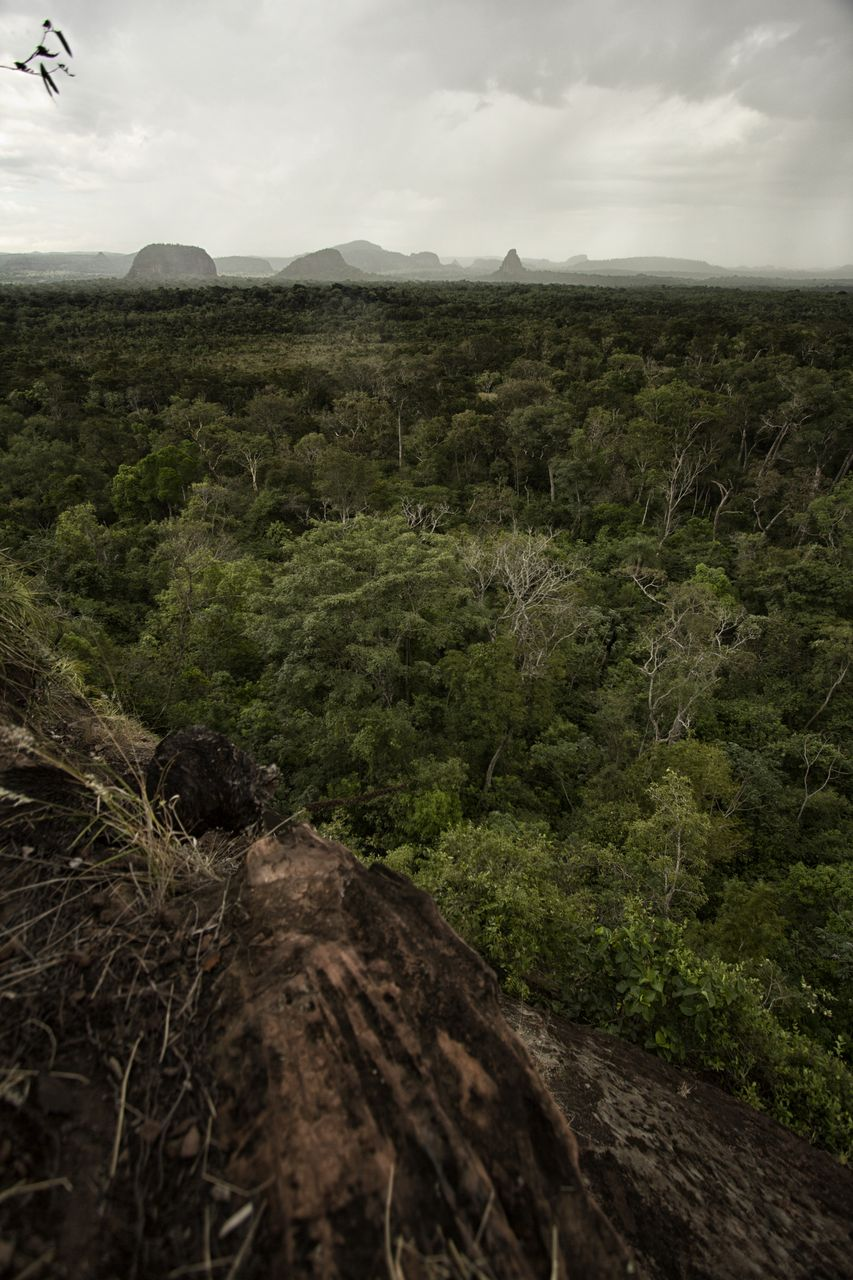
Parque Nacional de Cerro Cora, uma área protegida do Paraguai.

As áreas protegidas do Paraguai são todas as porções do território paraguaio possuidoras de características naturais ou seminaturais relevantes, e que são submetidas a um manejo para garantir a conservação e melhoria do patrimônio ambiental do país.
Embora o termo usado internacionalmente seja área protegida, no Paraguai usa-se o termo ASP (Áreas Silvestres Protegidas). Essas áreas se encontram sob a autoridade administrativa da Direção de Áreas Protegidas, ela mesma subordinada à Direção Geral de Proteção e Conservação da Biodiversidade da Secretaria do Ambiente (SEAM). Trata-se da instituição encarregada do manejo e gestão do Sistema Nacional de Áreas Protegidas do Paraguai (SINASIP).
Nas últimas décadas o Paraguai tem executado estratégias para a proteção ambiental e principalmente para a defesa das espécies fundamentais aos processos ecológicos, de forma a proteger os recursos naturais para as gerações futuras. A Secretaria do Ambiente da República do Paraguai (SEAM) e o Programa das Nações Unidas para o Desenvolvimento (PNUD), com fundos internacionais, executa o Projeto Paraguai Silvestre.
Existem aproximadamente 20.000 espécies no país, incluindo nativas e exóticas, sendo que 280 espécies nativas se encontram em risco de extinção.

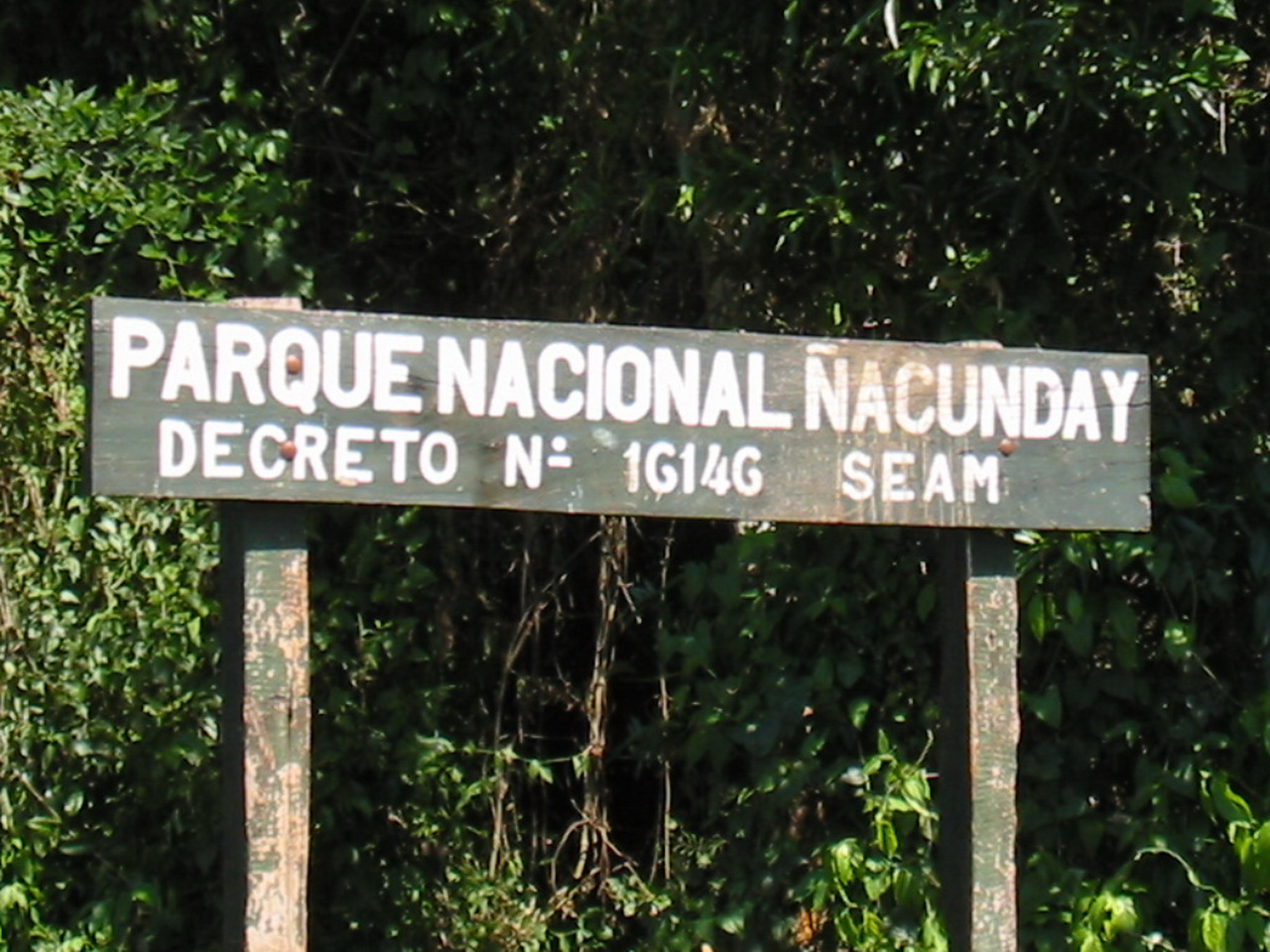
Entrada do Parque Nacional Ñacunday.

## Categorias de Manejo
Categorias de Manejos segundo a SEAM:
Parque Nacional
Unidades que integram um ou mais ecossistemas. Seu objetivo principal é conservar a flora e a fauna em seu estado natural, assim como paisagens valiosas por sua beleza cênica.

### Reservas de Recursos Manejados
Áreas de extensão variável, adequadas para o manejo sustentável e a atividades agropecuárias pouco intensivas. Outra função é a de servir de corredores naturais para o fluxo genético da biodiversidade.

### Refúgio de Vida Silvestre
Áreas que asseguram a perpetuação de espécies, populações ou habitat da vida silvestre. Sua finalidade principal é a proteção da diversidade biológica.

### Reservas Ecológicas
Áreas que apresentam características de um parque nacional, mas que por seu tamanho ou grau de alteração não coincide com a definição internacional da categoria. Permitem a extração limitada de recursos naturais com fins de subsistência, desde que compatível com o Plano de Manejo.

### Monumentos Naturais
Sob esta categoria protege-se um recurso específico de interesse nacional. Os recursos podem ser elementos naturais e material genético. O área pode ter potencialidades para a educação, a investigação ou a recreação.

### Entidades binacionais
Entidades binacionais geradoras de energia elétrica colaboram com conservação do ambiente: Tatí yupí, Itabó, Refúgio Carapá e Refúgio Mbaracayú são reservas impulsionadas por Itaipú.